# (74403) 1998 YR5
(74403) 1998 YR5 – planetoida z pasa głównego asteroid okrążająca Słońce w ciągu 5,75 lat w średniej odległości 3,21 j.a. Odkryta 21 grudnia 1998 roku.